# Organisation coutumière fidjienne
L'organisation sociale traditionnelle fidjienne a souvent été décrite comme pyramidale ou hiérarchique. La réalité est néanmoins plus complexe. Bien souvent plusieurs strates se superposent sans pour autant se recouper. Celles-ci ont en effet évoluées au cours du temps en fonction des stratégies d'alliance ou des conquêtes auquel s'ajoute une grande disparité selon les îles de l'archipel où l'organisation est loin d'être homogène.

## Les unités de base
Tokatoka, Mataqali et Yavusa
Le tokatoka ou famille étendue est l'unité première de l'organisation sociale fidjienne. Il regroupe au sein d'une même maisonnée, jusqu'à trois ou quatre générations. Les tokatoka se reconnaissant un ancêtre commun appartiennent à un même mataqali ou clan. Plusieurs clans forment le yavusa ou tribu. Selon la tradition et dans l'idéal, 7 mataqali sont nécessaires pour former un yavusa. Le territoire du yavusa est appelé le vanua. Au sein de chaque yavusa, les mataqali n'ont pas tous le même statut puisque ce n'est qu'au sein de certains d'entre eux que seront issus les Ratu ou chefs de tribu. à noter qu'au XIXe siècle, les missionnaires regroupèrent parfois mais pas systématiquement plusieurs "yavusa" au sein de villages appelés koro si bien que les deux termes sont aujourd'hui souvent compris comme synonymes, koro ayant en plus une acception administrative. Le ratu (chef au sens coutumier du terme) est en effet aussi le "turaga ni koro", autrement dit chef ou maire du village

## Les confédérations de tribus ouMatanitu
L'annexion britannique de 1874 vit la mise en place, de trois structures coutumières ou confédérations appelées en fidjien "matanitu". Celles-ci étaient bien souvent le résultat des bouleversements territoriaux que connut Fdiji au XIXe siècle sous l'impulsion entre autres de Seru Epenisa Cakobau.
En 1874, ces confédérations étaient au nombre de trois. 
- La confédération Kubuna regroupée autour de la grande chefferie de Bau
- La confédération Tovata créée au XIXe siècle à partir de l'alliance des deux confédérations de Lau et Cakaudrove (Vanua Levu).
- La confédération Burebasaga regroupée autour de la grande chefferie Rewa.

Quant aux chefferies de l'ouest et de l'intérieur de Viti Levu, bien que plus ou moins indépendantes, elles furent intégrées par les autorités britanniques généralement à la confédération Kubuna et dans une moindre mesure à celle de Burebasaga.

## Coutume et vie politique
Que ce soit sous la période coloniale ou depuis l'indépendance, la vie politique fidjienne fut largement dominée par l'alliance des chefferies Bau (Kubuna) et Lau (Tovata). C'est ainsi que Ratu Lala Sukuna, leader politique de la communauté mélano-fidjienne dans les années 1940 et 1950 était par son père issu de la chefferie Bau et par sa mère, à celle de Lau. Son successeur à ce rôle puis Premier ministre fidjien de 1970 à 1987, Ratu Kamisese Mara, portait les titres de Tui Nayau et Tui Lau, autrement dit grand chef de la confédération Lau. Son épouse Ro (féminin de Ratu) Lala Mara était quant à elle une Rewa et porta même le titre de Roko Tui Dreketi (grand chef de la confédération Burebasaga) de 1974 à 2004. Quant à Ratu George Cakobau, premier gouverneur général (chef d'état) des Fidji indépendantes, il était le grand chef de Bau et de la confédération Kubuna. Son successeur au poste de gouverneur général Ratu Penaia Ganilau, était pour sa part le grand chef de Cakaudrove (Tui Cakau), réuni avec le Lau au sein de la confédération Tovata.
Cette domination politique l'alliance Bau-Lau fut quelquefois remise en cause par les chefferies de l'ouest. C'est l'une des raisons mais pas la seule de la création pour les élections générales de 1982, du Western Union Front par l'un de ces chefs, Ratu Osea Gavidi. Depuis ces chefferies de l'ouest ont tenté à plusieurs reprises de créer une quatrième confédération, la "Yasayasa Vaka Ra".